# Памятник Карлу Марксу (Киев, проспект Науки)
Памятник Карлу Марксу — ныне утраченный бюст Карла Маркса, который был установлен на территории Киевской кондитерской фабрики имени Карла Маркса. Памятник не упоминается в справочниках и путеводителях по Киеву и никогда не стоял на государственном учёте; вероятно, он был сооружён по инициативе администрации фабрики. Фабрика по состоянию на 2016 год принадлежит корпорации «Рошен» как ПАО «Киевская кондитерская фабрика „Рошен“».
В мае 2015 года на Украине вступил в силу принятый Верховной Радой закон «об осуждении коммунистического и нацистского режимов» и по закону о декоммунизации памятник должен был быть демонтирован. В СМИ неоднократно появлялись сообщение о данном памятнике на заводе Петра Порошенко и, в частности, 15 сентября 2016 года отмечалось: «Президент Петр Порошенко, который активно выступает за декоммунизацию и в мае прошлого года подписал все соответствующие законы, на своих предприятиях не спешит придерживаться новых правил». Как заявил Владимир Вятрович: 

Что касается памятника Карлу Марксу, то очевидно, что здесь нет вообще никаких оправданий, почему он до сих пор не демонтирован. Никаких исключений на какие-то предприятия нет, памятник должен быть устранен из публичного пространства. Мне кажется, что если мы говорим о предприятиях, которые связаны с главой государства, то здесь чрезвычайно важно, чтобы они были примером в соблюдении законодательства.
Он также добавил, что за нарушение закона Украины на предприятие Порошенко можно подавать в суд. Ему вторит Игорь Мирошниченко: 

Я считаю, что президент, нарушая закон о декоммунизации на своих фабриках и заводах, не меняя названия, не уничтожая памятники, показывает, что является не государственником, а коммерсантом, который не осознает, насколько важным является воспитание будущих поколений в духе правдивой украинской истории.
В течение всего 2016 года предприятие «Рошен» так и не провело декоммунизацию памятника. И только в конце декабря 2016 года, нарушив все сроки закона о декоммунизации, памятник демонтировали, но оставили на фабрике.